# 町田市立サン町田旭体育館
町田市立サン町田旭体育館（まちだしりつサンまちだあさひたいいくかん）は、東京都町田市旭町の町田中央公園内にある体育館。

## 概要
老朽化が進んでいた町田市立旭町体育館（旧称・町田市立体育館）を建て替え、2001年（平成13年）4月10日オープン。
指定管理者制度に基づき、2019年3月までは「チーム町田（株式会社ギオン、株式会社富士グリーンテック東京支店・株式会社ゼルビア・特定非営利活動法人アスレチッククラブ町田・株式会社東京綜合造園・ファシリティーパートナーズ株式会社の共同事業体）」が、2024年3月までは「まちだA・T・Kスポーツパートナーズ（アシックスジャパン株式会社・東急スポーツシステム株式会社・株式会社協栄の共同事業体）」が、2024年4月からは「町田にぎわいづくりパートナーズ（コナミスポーツ株式会社・イオンディライト株式会社・株式会社CASCAVEL FUTSAL CLUBEの共同事業体）」が管理運営に当たっている。
国内での新型コロナウイルス感染拡大に伴い、2020年2月29日から施設が閉鎖され、同年4月28日には町田市が市医師会と協力し、ドライブスルー方式のPCR検査を行う「地域外来・検査センター」が開設された。その後、同センターが別の場所へ移転したのに伴い、同年10月1日から施設利用が再開された。

## 施設
- アリーナ
  - 面積 1,265.4m2
  - 利用可能数 - バレーボール 2面、バスケットボール 2面、バドミントン 8面、卓球台 24台など
  - 収容人数 - 2階固定席 102人、1階可動席 504人 合計 606人
- 多目的室
  - 面積 325.8m2
  - 利用可能数 - 卓球 6台など
- トレーニング室
  - 面積 552m2
  - 利用可能数 - トレーニング機器 21種42台など
- 会議室
- 地下駐車場

## 交通アクセス
バスの場合
- 町田バスセンターから藤の台団地行き、藤の台団地経由鶴川駅行き、鶴川団地行きで「体育館前」バス停下車徒歩1分。
- 町田駅から野津田車庫行き、鶴川駅行き、本町田団地循環で「体育館前」バス停下車徒歩1分。

自家用車の場合
- 専用の有料駐車場（地上72台、地下70台、計142台分）あり